# Aerei della Aeronautica jugoslava nella seconda guerra mondiale
Aerei impiegati dalla Jugoslovensko Kraljevsko Ratno VAzduhoplovstvo i Pomorska Aviacija durante la Seconda guerra mondiale.
N.B.: Sono considerati gli aerei impiegati in servizio sino alla resa della Jugoslavia il 18 aprile 1941. L'acquisto di aerei in Germania ed in Italia è anteriore all'inizio dell'Operazione Marita (6 aprile 1941)

## Caccia
- Ikarus IK-2
- Rogožarski IK-3 "Fizir"

## Bombardieri
- Ikarus Orkan
- Rogožarski R-313
- Zmaj R-1

## Idrovolanti
- Fizir H Jupiter
- Ikarus 10
- Ikarus SM
- Rogozarski PVT H
- Rogozarski SIM XIII H
- Rogozarski SIM XIV.M
- Zmaj H-41

## Ricognitori
- Rogozarski PVT
- Rogozarski RWD-13
- Zmaj Fizir FT-1 Nebošja

## Aerei da Addestramento
- Fizir FN
- Fizir FP-2
- Rogozarski R-100
- Rogozarski SIM-X

## Aerei acquisiti all'estero
Cecoslovacchia
- Avia BH-33 (caccia)

 Francia
- Breguet Bre 19 (Ricognitore)
- Breguet Bre 695 (bombardiere)
- Potez 25 (Ricognitore)

 Germania
- Bücker Bü 131 "Jungmann" (addestratore)
- Dornier Do D (Idrovolante)
- Dornier Do Y (bombardiere)
- Dornier Do 17 (bombardiere)
- Dornier Do 22 (idrovolante)
- Dornier Do J Wal (Idrovolante)
- Fiesler Fi 156 (Ricognitore)
- Junkers Ju 52 (Trasporto)
- Messerschmitt Bf 108 Taifun (Ricognitore)
- Messerschmitt Bf 109 (caccia)

 Paesi Bassi
- Fokker F.IX (Trasporto)

 Regno Unito
- Bristol Blenheim (bombardiere)
- de Havilland DH.60 Moth (Idrovolante)
- Fleet 10 (Idrovolante)
- Gloster Gladiator (caccia)
- Hawker Fury (caccia)
- Hawker Hind (bombardiere leggero/addestramento)
- Hawker Hurricane (caccia)

 Italia
- Caproni Ca.308 "Borea" (bombardiere)
- Caproni Ca.310 "Libeccio" (bombardiere)
- Caproni Ca.311 (ricognitore)
- Caproni Ca.312 (bombardiere)
- Savoia-Marchetti S.M.79 "Sparviero" (bombardiere)